# Judith Veronica Field
Judith Veronica Field (1943) è una storica della scienza e storica dell'arte britannica. È specializzata nella storia della matematica e, inoltre, è ricercatrice onoraria presso il Dipartimento di Storia dell'Arte di Birkbeck all'Università di Londra, ex presidente della Società Britannica per la Storia della Matematica e presidente della Società Leonardo da Vinci.

## Biografia
Judith consegue un dottorato di ricerca nel 1981 presso l'Imperial College London all'Università di Londra; la sua dissertazione dal titolo Kepler's Geometrical Cosmology è stata supervisionata da Alfred Rupert Hall e in seguito pubblicata.
È presidente della Società Britannica per la Storia della Matematica dal 1997 al 1999. Diviene membro corrispondente dell'Accademia Internazionale di Storia della Scienza nel 1988 e membro a pieno titolo nel 1998.

## Opere
- J. V. Field, D. R. Hill e M. T. Wright, Byzantine and Arabic Mathematical Gearing, Museo della Scienza di Londra, 1985, ISBN 0901805262
- J. V. Field, Jeremy Gray, The Geometrical Work of Girard Desargues, Springer, 1987, ISBN 1461386942
- J. V. Field, Kepler's Geometrical Cosmology, Athlone Press, 1988, ISBN 0485112841
- J. V. Field, The Invention of Infinity: Mathematics and Art in the Renaissance, Oxford University Press e Princeton University Press, 1997, ISBN 0198523947
- J. V. Field, Frank A. J. L. James, Science in art: Works in the National Gallery that illustrate the history of science and technology, British Society for the History of Science, 1997, ISBN 0906450136
- J. V. Field, Piero Della Francesca: A Mathematician's Art, Yale University Press, 2005, ISBN 0300103425
- J. V. Field, Frank A. J. L. James, Renaissance and Revolution: Humanists, Scholars, Craftsmen and Natural Philosophers in Early Modern Europe, Cambridge University Press, 1993, ISBN 0521434270
- J. V. Field, I. J. Good, D. Michie, G. Timms, Breaking Teleprinter Ciphers at Bletchley Park: An edition of I. J. Good, D. Michie and G. Timms: General Report on Tunny with Emphasis on Statistical Methods, Wiley-IEEE Press, 2015, ISBN 0470465891